# Rakouská Dyje
Rakouská Dyje (německy Deutsche Thaya, tedy Německá Dyje) je řeka na severu Rakouska (Dolní Rakousko), delší a mohutnější ze dvou zdrojnic Dyje. Délka toku činí 75,8 km. Plocha povodí měří 770 km². V řadě map je značena jen jako Dyje (Thaya), na rozdíl od Moravské Dyje.

## Průběh toku
Řeka pramení v rovinaté řídce zalesněné krajině jihozápadně od obce Schweiggers v Dolním Rakousku v nadmořské výšce 657,5 m. Nejprve teče severovýchodním směrem k obci Vitis, kde posiluje její tok zleva přítok Jaudlingbach. Odtud říčka proudí na východ k obci Schwarzenau, u které se postupně obrací na sever. Dále po proudu protéká městem Waidhofen an der Thaya a obcemi Thaya a Dobersberg, mezi nimiž se do Rakouské Dyje vlévá zleva potok Pstruhovec (německy Taxenbach), který pramení severovýchodně od Landštejna v České republice. Pod obcí Waldkirchen an der Thaya řeka přibírá zleva Slavonický potok, přitékající od Slavonic a prudce se obrací na jihovýchod. Tento směr si již ponechává až k soutoku s Moravskou Dyjí v Raabs an der Thaya, kde spolu s ní vytváří vlastní Dyji.

### Větší přítoky
- levé – Jaudlingbach, Sarningbach, Pstruhovec, Slavonický potok
- pravé – Rotbach, Thauabach, Loibesbach

## Vodní režim
Průměrný průtok u ústí v Raabs an der Thaya činí 4,4 m³/s.

## Využití
Údolím Rakouské Dyje vede v úseku Schwarzenau – Waldkirchen železniční trať Schwarzenau-Fratres, také zvaná Thayatalbahn, momentálně mimo provoz. V úseku Vitis – Schwarzenau podél toku vede hlavní trať Vídeň - Gmünd (někdejší Dráha císaře Františka Josefa).